# Liñares (Puebla del Brollón)
Liñares (llamada oficialmente San Cosme de Liñares) es una parroquia y una aldea española del municipio de Puebla del Brollón, en la provincia de Lugo, Galicia.

## Geografía
Se encuentra en la zona sur del municipio de Puebla del Brollón y limita con las parroquias de Pinel y Brence por el norte; Rozabales y Vilachá por el sur; Brence y Quintá de Lor por el este, y Sindrán por el oeste.
| Noroeste: Pinel                         | Norte: Brence | Noreste: Brence                  |
| Oeste: Sindrán (Monforte de Lemos)      |               | Este: Brence                     |
| Suroeste: Rozabales (Monforte de Lemos) | Sur: Vilachá  | Sureste: Quintá de Lor (Quiroga) |

Es atravesada por la sierra de Auga Levada y con altitudes que oscilan entre los 400 y los 800 metros de altitud. Destacan el Cerro de Pereira (648 m), A Salgueiriña (722 m), Serra de Salvador (765 m) y A Pena da Besta (797 m). 
Ningún curso fluvial importante cruza la parroquia, aunque hay tres pequeños riachuelos que transcurren en dirección sureste-noroeste: el riego de A Veiga, el río de Liñares y el regueiro de Covos.

## Organización territorial
La parroquia está formada por cuatro entidades de población:
- Cobos (Covos)
- Guariz
- Liñares
- Santiorxo

## Demografía

### Parroquia
| Gráfica de evolución demográfica de Liñares (parroquia) entre 2000 y 2020 |
|                                                                           |
| Datos según el nomenclátor publicado por el INE.                          |

### Aldea
| Gráfica de evolución demográfica de Liñares (aldea) entre 2000 y 2020 |
|                                                                       |
| Datos según el nomenclátor publicado por el INE.                      |

## Patrimonio
Artístico:
- Iglesia de San Cosme.
- Capilla de Santiorxo.

Natural:
- Alcornoque milenario de Santiorxo

## Festividades
Las fiestas de la parroquia se celebran, en honor a la Virgen del Rosario, en agosto.